# Michael Sata
Michael Sata, né le 6 juillet 1937 à Mpika et mort le 28 octobre 2014 à Londres, est un homme d'État zambien. Dirigeant du Front patriotique (PF), il est président de la République de Zambie du 23 septembre 2011 à sa mort.

## Biographie
Gouverneur de Lusaka dans les années 1990, il quitte le parti au pouvoir (le MMD) pour entrer dans l'opposition et fonder le Front patriotique (PF). C'est sous la bannière de celui-ci qu'il se présentera à quatre reprises à l'élection présidentielle.
Candidat à l'élection présidentielle de 2001, il recueille 3,4 % des voix. Lors des législatives qui se tiennent au même moment, son parti obtient 2,8 % des suffrages et un seul des 159 sièges du Parlement. Se présentant à nouveau au scrutin présidentiel de 2006, il recueille 29,4 % des voix, loin derrière le président sortant, Levy Mwanawasa (43 %), mais devant Hakainde Hichilema (25,3 %). Les élections législatives permettent au FP de remporter 46 des 158 sièges à pourvoir.
À la suite du décès du président Mwanawasa, Sata fait à nouveau acte de candidature pour l'élection présidentielle de 2008. En tête dans les premiers résultats, il est finalement battu (38,1 %) par le président par intérim, Rupiah Banda (40,1 %). Dénonçant de nombreuses fraudes, il annonce qu'il va déposer un recours en vue d'obtenir un nouveau décompte des bulletins.
Lors de la campagne présidentielle de 2011, il prône une politique de redistribution des revenus générés par l'exploitation du cuivre et en jouant sur un fort sentiment anti-chinois. Il est déclaré vainqueur du scrutin avec 45 % des voix contre 36 % au président Banda. Il prête serment dès l'annonce des résultats, le 23 septembre.
Il meurt à Londres le 28 octobre 2014, à l'hôpital King Edward VII.